# H.a.n.d.
h.a.n.d. Inc. (ハ・ン・ド ha.n.do?), som står för Hokkaido Artists' Network and Development, är en japansk datorspelsutvecklare med sitt säte i staden Sapporo.

## Utvecklade spel
| År   | Titel                                                         | Plattform(ar)      |
| ---- | ------------------------------------------------------------- | ------------------ |
| 2000 | Treasure Swing                                                | Dreamcast          |
| 2004 | Treasure Strike: Full Swing                                   | PC                 |
| 2005 | One Piece: Pirates Carnival                                   | PS2, Gamecube      |
| 2006 | Tamagotchi: Party On!                                         | Wii                |
| 2006 | Final Fantasy Fables: Chocobo Tales                           | Nintendo DS        |
| 2007 | Ape Escape: SaruSaru Big Mission                              | PSP                |
| 2007 | Tamagotchi no Furifuri Kagekidan!                             | Wii                |
| 2007 | Final Fantasy Fables: Chocobo's Dungeon                       | Wii                |
| 2007 | Oishiku Kiwameru Shokutsu DS                                  | DS                 |
| 2008 | Flower, Sun, and Rain: Unending Paradise                      | DS                 |
| 2008 | Active Life: Outdoor Challenge                                | Wii                |
| 2008 | Cid to Chocobo no Fushigi na Dungeon Tokiwasure no Meikyu DS+ | DS                 |
| 2008 | Chocobo to Mahou no Ehon Majo to Shoujo to 5-nin no Yuusha    | DS                 |
| 2009 | Harvest Moon: My Little Shop                                  | Wiiware            |
| 2009 | Mr. Brain                                                     | DSiWare            |
| 2009 | Kingdom Hearts 358/2 Days                                     | DS                 |
| 2009 | Puyo Puyo 7                                                   | DS, Wii, PSP       |
| 2009 | Sliding Heroes                                                | Ipod Touch, Iphone |
| 2010 | Oyako de Asobo: Miffy no Omocha Bako                          | Wii                |
| 2010 | Chocobo’s Crystal Tower                                       | GREE, Facebook     |
| 2010 | Kingdom Hearts Re:coded                                       | Square Enix        |
| 2010 | Active Life: Explorer                                         | Wii                |
| 2011 | Imaginary Range                                               | IOS                |
| 2011 | Sumaho Games 100                                              | Android            |
| 2011 | Decobito                                                      | Mobil              |
| 2011 | Cocoronococoron                                               | DS                 |
| 2011 | Puyo Puyo!! 20th Anniversary                                  | DS, 3DS            |
| 2011 | Phantasy Star Eternal Planets                                 | Yahoo! Mobage      |
| 2012 | Girl’s RPG Cinderelife                                        | 3DS                |
| 2012 | Data Cardass Aikatsu!                                         | Arkadspel          |
| 2012 | Fantasy Life                                                  | Nintendo 3DS       |
| 2012 | Tomodachi☆Dogs                                                | Android, IOS       |
| 2013 | Toriko GourMegaBattle                                         | Nintendo 3DS       |
| 2013 | Sennen Yusha: Tokiwatari no Tomoshibito                       | Webbläsare         |
| 2013 | Fantasy Life Link!                                            | Nintendo 3DS       |
| 2013 | Disney Magical World                                          | Nintendo 3DS       |
| 2014 | Guruguru Tamagotchi!                                          | Nintendo 3DS       |
| 2014 | Fairy Tail Brave Saga                                         | Android, IOS       |
| 2014 | Aikatsu! 365 Nichi no Idol Days                               | Nintendo 3DS       |
| 2014 | Idol Chronicle                                                | Android, IOS       |
| 2015 | Disney Magical World 2                                        | Nintendo 3DS       |
| 2015 | Aikatsu! My No.1 Stage                                        | Nintendo 3DS       |
| 2015 | JoJo’s Bizarre Adventure: Eyes of Heaven                      | PS4, PS3           |
| 2016 | Naruto Shippuden: Ultimate Ninja Storm 4                      | Playstation 4      |
| 2016 | Bou Ningen Challenge!                                         | Nintendo 3DS       |